# لتیتیا الیزابت لاندون
لتیتیا الیزابت لاندون (انگلیسی: Letitia Elizabeth Landon; ۱۴ اوت ۱۸۰۲ – ۱۵ اکتبر ۱۸۳۸) نویسنده اهل پادشاهی متحد بریتانیای کبیر و ایرلند بود.